# Jan Jur-Gorzechowski

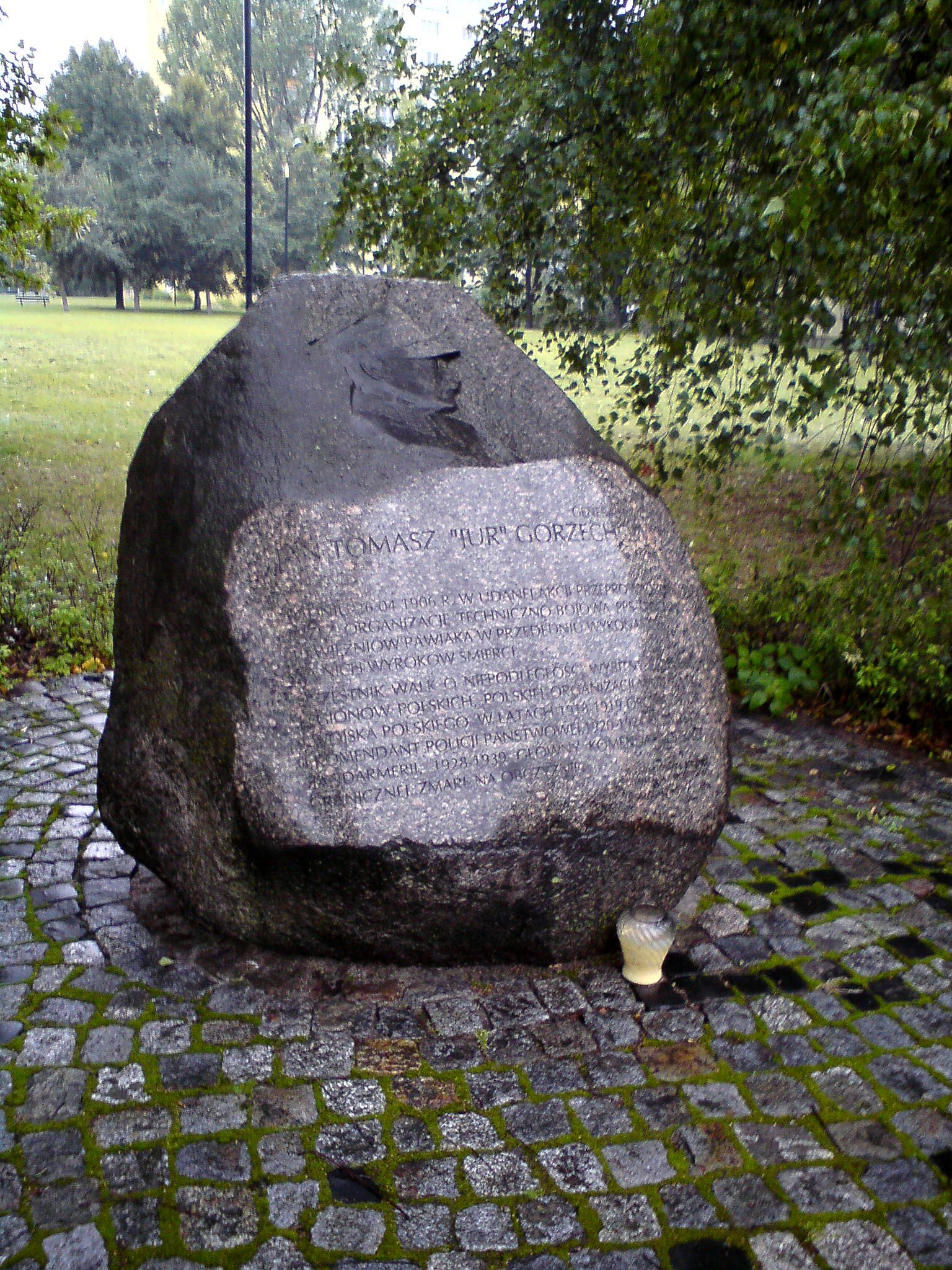
Kamień pamiątkowy przy ul. Dzielnej w Warszawie na pamiątkę akcji uwolnienia więźniów z PPS z Pawiaka w 1906

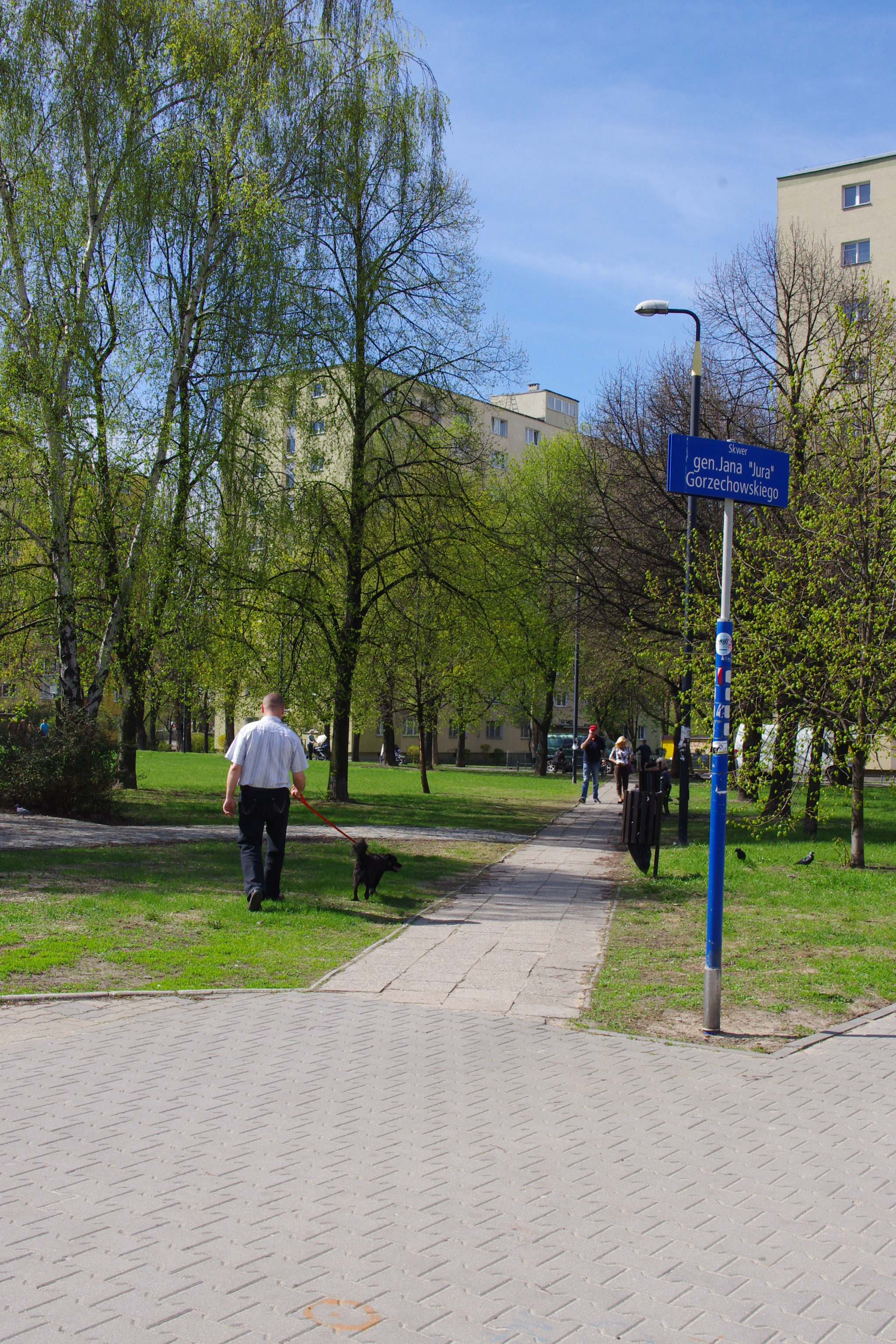
Skwer gen. Jana Jura-Gorzechowskiego na warszawskiej Woli

Jan Tomasz Jur-Gorzechowski (ur. 21 grudnia 1874 w Siedlcach, zm. 21 czerwca 1948 w Brookwood) – generał brygady Wojska Polskiego, kawaler Orderu Virtuti Militari.

## Życiorys

### Działalność niepodległościowa
Urodził się jako syn Henryka, powstańca z 1863 i Zofii z domu Tonkel-Ślepowron. Jego bratem był por. Henryk Gorzechowski (1892–1940, ofiara zbrodni katyńskiej, autor obrazu Matki Bożej Kozielskiej). 
Po ukończeniu sześcioklasowego gimnazjum w Siedlcach kontynuował naukę w Wyższej Szkole Handlowej Leopolda Kronenberga w Warszawie. Studia zakończył w 1897 roku i został urzędnikiem kolejowym. W latach szkolnych i studenckich był członkiem młodzieżowych organizacji konspiracyjnych. Od 1904 roku działał w Organizacji Bojowej PPS. Był współorganizatorem i dowódcą akcji uwolnienia 24 kwietnia 1906 roku dziesięciu więźniów politycznych skazanych wyrokiem doraźnego sądu wojskowego na karę śmierci z więzienia na Pawiaku. Akcję przeprowadził sześcioosobowy oddział bojowy OB PPS, pod dowództwem Gorzechowskiego – „Jura” przebrany w mundury carskiej żandarmerii (pod pretekstem konwojowania więźniów) (innymi uczestnikami byli m.in. Edward Dąbrowski „Łysy”, Franciszek Łagowski, Antoni Kola). W listopadzie 1907 roku został aresztowany. W maju 1908 roku, karę zesłania zamieniono na karę wydalenia z Rosji.
Od 1908 roku działał w Związku Walki Czynnej, następnie w Związku Strzeleckim we Lwowie. 1 sierpnia 1914 roku wstąpił do Legionów Polskich. W listopadzie 1914 roku, po rozformowaniu oddziału Wacława Kostki-Biernackiego objął szefostwo żandarmerii polowej I Brygady Legionów. W lipcu 1915 roku z rozkazu c. i k. Naczelnej Komendy Armii w Zamościu „został aresztowany za nieprawny werbunek i odstawiony do Komendy Grupy Polskich Legionów z poleceniem pociągnięcia do odpowiedzialności”. Komendant Grupy Polskich Legionów, pułkownik Wiktor Grzesicki ukarał go czternastodniowym aresztem pokojowym za przekroczenie kompetencji oficera wywiadowczego i nieprawny werbunek. Władze austriackie zażądały usunięcia go z Legionów, wobec czego pod koniec kwietnia 1916 roku przeniósł się do Warszawy i został członkiem Komendy Naczelnej Polskiej Organizacji Wojskowej.
Od 11 listopada 1918 roku był komendantem Milicji Miejskiej w Warszawie, a następnie dyrektorem Policji Państwowej i dyrektorem Departamentu Bezpieczeństwa w Ministerstwie Spraw Wewnętrznych.

### Służba w Wojsku Polskim
13 grudnia 1918 roku został przyjęty do Wojska Polskiego i mianowany rotmistrzem żandarmerii ze starszeństwem z 2 grudnia 1918 roku.
W styczniu 1919 roku w czasie nieudanego zamachu stanu dokonanego przez endecję został ciężko ranny, co jeszcze bardziej podniosło jego zasługi w oczach Piłsudskiego.
W sierpniu 1919 roku powrócił do służby w żandarmerii. Zajmował kolejno stanowiska: oficera do zleceń Dowództwa Żandarmerii Polowej, dowódcy Żandarmerii Polowej od 27 września 1920 roku i dowódcy 3 dywizjonu żandarmerii w Grodnie od 7 lipca 1922 roku do 22 grudnia 1927 roku. 
W 1922–1929 pozostawał w drugim związku małżeńskim z Zofią Nałkowską. Z pierwszego związku miał syna Stanisława, który zginął 25 września 1939 roku, jako podporucznik rezerwy i dowódca plutonu pieszego żandarmerii nr 28.
W latach 1927–1928 był komendantem Miasta Brześć. W lutym 1928 roku został przydzielony do Komendy Miasta Warszawy z zachowaniem dotychczasowego dodatku służbowego. 12 grudnia 1928 został przydzielony na stanowisko komendanta głównego Straży Granicznej przy Ministerstwie Skarbu z równoczesnym zwolnieniem z zajmowanego stanowiska w komendzie placu Warszawa. 19 marca 1938 roku został awansowany do stopnia generała brygady. 1 marca 1939 roku został przeniesiony w stan spoczynku.
Po kampanii wrześniowej internowany w Rumunii, w obozie w Ploeszti. Następnie przedostał się na Bliski Wschód, gdzie od grudnia 1940 roku do kwietnia 1943 roku przebywał w Ośrodku Zapasowym Samodzielnej Brygady Strzelców Karpackich w Palestynie. Od kwietnia 1943 roku do 1947 roku pozostawał bez przydziału. Za zgodą władz polskich, a na zlecenie władz brytyjskich organizował i kierował szkoleniem służb porządkowych w Palestynie.
Po demobilizacji osiedlił się w Wielkiej Brytanii, w Brookwood w hrabstwie Surrey. Zmarł 21 czerwca 1948 roku w szpitalu wojskowym w Londynie. Pochowany na cmentarzu Brookwood.

## Inne informacje
Na podstawie wspomnień Jana Jura-Gorzechowskiego powstał film pt. Dziesięciu z Pawiaka z 1931 (reżyseria Ryszard Ordyński, scenariusz Ferdynand Goetel); w rolę „Jura” wcielił się aktor Józef Węgrzyn.

## Awanse
- podporucznik – grudzień 1914 roku
- porucznik – maj 1915 roku
- rotmistrz – 13 grudnia 1918 roku ze starszeństwem z dniem 2 grudnia 1918 roku
- major – 1920[6]
- podpułkownik – zweryfikowany 3 maja 1922 roku ze starszeństwem z dniem 1 czerwca 1919 roku i 4. lokatą w korpusie oficerów żandarmerii[13]
- pułkownik – 1 grudnia 1924 roku ze starszeństwem z dniem 15 sierpnia 1924 roku i 1. lokatą w korpusie oficerów żandarmerii[14]
- generał brygady – 19 marca 1938

## Ordery i odznaczenia
- Krzyż Srebrny Orderu Wojskowego Virtuti Militari nr 4946 – 1921[15]
- Krzyż Komandorski Orderu Odrodzenia Polski – 9 listopada 1931[16]
- Krzyż Niepodległości z Mieczami – 20 stycznia 1931[17][18]
- Krzyż Oficerski Orderu Odrodzenia Polski – 10 listopada 1928[19]
- Krzyż Walecznych czterokrotnie[20]
- Medal Pamiątkowy za Wojnę 1918–1921[20]
- Medal Dziesięciolecia Odzyskanej Niepodległości[20]
- Odznaka „Za wierną służbę”
- Odznaka Pamiątkowa „Pierwszej Kompanii Kadrowej”[21]
- Krzyż Komandorski Orderu Gwiazdy Rumunii (Rumunia, 1929)[22]

## Upamiętnienie
20 marca 2015 roku weszła w życie decyzja Nr 65/MON Ministra Obrony Narodowej z dnia 5 marca 2015 roku w sprawie nadania Oddziałowi Specjalnemu Żandarmerii Wojskowej w Mińsku Mazowieckim imienia gen. bryg. Jana Tomasza Gorzechowskiego – „Jura”.
Jego imię nosi Bieszczadzki Oddział Straży Granicznej w Przemyślu.
Na warszawskiej Woli, między ulicami: Dzielną, Smoczą i al. Jana Pawła II, znajduje się skwer gen. Jana Jura-Gorzechowskiego.